# Tumbu
Tumbu is een bestuurslaag in het regentschap Karangasem van de provincie Bali, Indonesië. Tumbu telt 3712 inwoners (volkstelling 2010).